# Agromyza frontella
Agromyza frontella este o specie de muște din genul Agromyza, familia Agromyzidae. A fost descrisă pentru prima dată de Camillo Rondani în anul 1874. Conform Catalogue of Life specia Agromyza frontella nu are subspecii cunoscute.